# Puls
Puls (со швед. — «Пульс») — третий студийный альбом шведской поп-рок-группы Gyllene Tider, выпущенный 26 августа 1982 года (на LP и аудиокассетах) и 28 марта 1991 года (на CD).
Альбом возглавил шведский чарт альбомов, а также добрался до 12 места в аналогичном норвежском чарте.
Заглавный сингл из альбома, песня «Sommartider» неоднократно признавалась как лучшей песней группы Gyllene Tider, так и лучшей шведской песней о лете всех времен. Летом 2022 года песня отметила 40-летний юбилей, но до сих пор не теряет своей актуальности.

## История
После невероятного успеха первых двух альбомов группы и последовавшего за ними гастрольного тура лейбл и поклонники коллектива с нетерпением ожидали от Gyllene Tider нового материала. Альбом записывался в стокгольмской студии EMI в период с февраля по июнь 1982 года. Предполагалось, что альбом будет записываться в Abbey Road Studios в Лондоне, однако из-за нехватки времени эту идею пришлось отложить.
В интервью Пер Гессле рассказал, что группа хотела записать альбом, который бы не соответствовал ожиданиям публики. Группа хотела достичь «открытого» звука с большим количеством «атмосферы», поэтому микрофоны были отодвинуты на 10 метров назад. Группа также решила впервые порабоать с другими музыкантами — поэтому на записи присутствует гобой и струнные инструменты, а также был приглашён Кьель Эман (швед. Kjell Öhman) с аккордеоном.
Когда запись была закончена, продюсер группы Лассе Линдбом обнаружил, что из всех песен в альбоме невозможно выбрать несомненный сингл и попросил Пера Гессле написать песню, которая бы стала хитом. Линдбом чувствовал, что альбому чего-то не хватает, и поэтому обратился к Гессле с прямой просьбой. В мае 1982 года Гессле написал такую песню, ею стала «Sommartider» (она стала последней песней, написанной для этого альбома), которая стала главной причиной продаж альбома в количестве 180 000 экземпляров; она же стала самым большим хитом группы за всю её историю.
Летом 1982 года, сразу после выходи сингла «Sommartider», начался третий тур Gyllene Tider. Сам альбом Puls вышел, когда до окончания гастролей оставались всего несколько концертов. Это был первый тур группы, который организовала EMA Telstar. Gyllene Tider обращались к EMA Telstar с организацией гастролей в начале карьеры, но получили от них отказ — первые два тура группы организовывала Showringen. Тем не менее, Gyllene Tider заключили контракт с EMA Telstar, которая организовывала их концерты и в будущем.

## Музыканты
Gyllene Tider
- Микаэль «Мике Сюд» Андерссон — ударные
- Йоран Фритцсон — клавишные и орган
- Пер Гессле — вокал и электрогитара
- Андерс Херрлин — бас-гитара
- Матс МП Перссон — электрогитара

Другие участники записи
- Ларс Арвиндер (Lars Arvinder) — альт
- Андерс Даль (Anders Dahl) — скрипка
- Ева Дальгрен — вокал для песни «Vandrar i ett sommarregn»
- Бо Эрикссон (Bo Eriksson) — гобой
- Тулло Галли (Tullo Galli) — скрипка
- Улле Густафссон (Olle Gustafsson) — виолончель
- Ларс-Йоран «Лассе» Линдбом (Lars-Göran «Lasse» Lindbom) — бэк-вокал
- Гуннар Миколс (Gunnar Michols) — скрипка
- Клэс Нильссон (Claes Nilsson) — скрипка
- Бертил Урсин (Bertil Orsin) — скрипка
- Хокан Роос (Håkan Roos) — альт
- Ларс Стегенберг (Lars Stegenberg) — скрипка
- Никлас Стрёмстед — бэк-вокал
- Лена Тюрегорд (Lena Thyregård) — виолончель
- Кьелль Эман (Kjell Öhman) — аккордеон и струнные[5]

## Список песен
Автор текста и музыки: Пер Гессле, кроме случае, где отмечено особо
1. «(Hon vill ha) Puls»
2. «Vän till en vän»
3. «Sommartider»
4. «Jag vänder mig om» (музыка: Матс МП Перссон и Пер Гессле)
5. «Kustvägen söderut» (музыка: Перссон и Гессле)
6. «Vandrar i ett sommarregn» (вокал Ева Дальгрен, приглашённая артистка)
7. «Händerna»
8. «Flickan i en Cole Porter-sång»
9. «Upphetsad»
10. «Honung och guld»
11. «Som regn på en akvarell» (музыка: Перссон и Гессле)
12. «För mycket är aldrig nog»
13. «Lova att du aldrig glömmer bort mig» (музыка: Перссон)

### Бонус трэки
Альбом дважды (1990 и 2004) выпускался на CD. Оба этих издания содержали 11 бонус-трэков. Первое издание 1990 года содержало бонус-трэки на основном диске, а второй издание 2004 года было выпущено в виде диджипака с бонусными песнями на отдельном CD.
1. «Tylö Sun» (2:41) (Кавер на песню группы The Rivieras[англ.] «California Sun[англ.]». B-side для сингла «Sommartider»)
2. «Vart tog alla vänner vägen?» (2:49) (B-side сингла «Sommartider»)
3. «I Go to Pieces» (2:40) (текст и музыка: Дел Шеннон; B-side сингла «Flickan i en Cole Porter-sång»)
4. «Threnody» (4:43) (текст: Дороти Паркер; выпущена на сборнике «Radio Parlophone — Andra Sändningen»)
5. «Hej!» (1:50)
6. «Bara vara nära» (2:43)
7. «Hi Fidelity» (2:07)
8. «Offside!» (2:38) (выпущена на сборнике «Rockriff från Halmstad»)
9. «Skäl att tvivla» (3:34)
10. «Marie, Marie» (2:16) (музыка: Дэйв Алвин[англ.]; выпущена на сборнике «Radio Parlophone — Andra Sändningen»)
11. «Ingenting av vad du behöver» (4:20) (вокал Мари Фредрикссон в качестве приглашённой артистки. Выпущена как сингл для журнала «Schlager»)

### Обзор песен
- Песни «Tylö Sun» и «Vart tog alla vänner vägen?» до записи в качестве бонус-трэков на CD ранее выходили в качестве би-сайда к синглу «Sommartider».
- «I Go to Pieces» вышла в качестве би-сайда к синглу «Flickan i en Cole Porter-sång».
- «Threnody» была написана для бывшей участницы группы ABBA Анни-Фрид Лингстад и вошла в её сольный альбом Something’s Going On (1982). Версия песни, исполненная Gyllene Tider, была также включена в сборник Radio Parlophone — Andra Sändningen[5].
- Песни «Hej!», «Bara vara nära» и «Skäl att tvivla» изначально были написаны для альбома Puls, но не попали в основной альбом и нигде ранее не выпускались.
- «Hi Fidelity» выходила на сборнике Hi Fidelity/1.
- «Ingenting av vad du behöver» — эта песня была изначально записана для журнала о рок-музыке Schlager и была выпущена в качестве новогоднего сингла в 1981 году.
- «Flickan i en Cole Porter-sång»: однажды Пер Гессле посмотрел фильм «Спасите тигра» (1973) с Джеком Леммоном в главной роли. Гессле фильм очень понравился. В картине есть сцена, где героя Леммона спрашивают, есть ли что-то, чего он желает или ему чего-то не хватает. Герой Леммона отвечает: «Я хотел бы эту девушку из песни Коула Портера…» (англ. I want that girl in a Cole Porter song). Гессле решил, что эта фраза может стать отличным названием для будущей песни и чуть позже действительно написал песню с таким названием[6].

## Форматы записи
Альбом вышел в 1982 году в Швеции на 12" виниловой пластинке (LP) и аудиокассетах. В 1990 году альбом был издан на CD в Швеции и Нидерландах.

## Синглы
Из альбома было выпущено три сингла:
1. Sommartider:
  1. Sommartider (3:18)
  2. Tylö Sun (2:41)
  3. Vart tog alla vänner vägen? (2:49)
2. Flickan i en Cole Porter-sång:
  1. Flickan i en Cole Porter-sång (3:48)
  2. I go to pieces (2:40)
3. Vän till en vän: (сингл на мягком виниле[англ.] для шведского журнала Veckorevyn[англ.])
  1. Vän till en vän

## Отзывы критиков
- Обозреватель шведской газеты Expressen Андерс Нунстед в рецензии по случаю выхода переиздания альбома в 2004 году, приуроченному к 25-летию Gyllene Tider, назвал Gyllene Tider лучшей поп группой в истории, а её музыку — «вне времени». Прослушивание их песен сегодня «удивительно и даже захватывает дух»[7].
- Халландская газета Hallandsposten перепечатала свою оригинальную рецензию на альбом Puls, опубликованную в 1982 году, в которой музыкальный журналист Ян-Уве Викстрём писал, что от прослушивания альбома вначале устала его аудиокассета [от проигрывания], а не он сам. Особенно он отметил, что группа не «притворяется, а играет настоящий рок с настоящими инструментами» — музыка сравнивается со звучанием 1960-х и творчеством групп The Troggs, The Byrds и The McCoys[англ.][8].
- Издание Länstidningen Östersund назвала песню «Flickan i en Cole Porter-sång» одной из «самых сильных карт во впечатляющей кавалькаде хитов Гессле за три карьеры, охватывающей 40 лет»[9].
- Финский новостной портал Yle отметил, что часть материала в альбоме в принципе предназначалась для более взрослой аудитории, однако в него попали и такие заводные песни, как «Sommartider»[10].

## Чарты
| Чарт (1982)                | Высшая позиция |
| -------------------------- | -------------- |
| Норвегия (VG-lista)        | 12             |
| Швеция (Sverigetopplistan) | 1              |